# 角之濱站
40°26′39″N 141°40′55″E / 40.4443°N 141.6820°E
角之濱站（日语：／ Kadonohama eki */?）是東日本旅客鐵道（JR東日本）八戶線沿線的鐵路車站，位於岩手縣九戶郡洋野町種市。

## 車站結構
本站是無人站，月台採單線側式月台式設計。

## 附近環境
角之濱站鄰近漁港，北側不遠處與青森縣九戶郡階上町接壤，為岩手縣與青森縣東邊的邊界。
- 角濱簡易郵局
- 縣道247號角之濱玉川線
- 國道45號（種市繞道）
- 洋野町立角濱小學
- 洋野町立角濱中學

## 历史
- 1954年（昭和29年）8月5日－本站開業。
- 1987年（昭和62年）4月1日－國鐵分割民營化，本站由JR東日本接手管理。

## 相鄰車站
東日本旅客鐵道
■八戶線
階上－角之濱－平內

## 外部連結
- JR東日本－角之濱站 （页面存档备份，存于）（日語）